# Haza (Burgos)
Haza, auch Aza, ist ein nordspanischer Ort und eine Gemeinde (municipio) mit nur noch 34 Einwohnern (Stand: 2024) im Süden der Provinz Burgos in der Autonomen Gemeinschaft Kastilien-León. Der Ort gehört zum Weinbaugebiet Ribera del Duero; der gesamte Ort ist als Kulturgut (Bien de Interés Cultural) in der Kategorie Conjunto histórico-artístico anerkannt.

## Lage und Klima
Der Ort Haza liegt in auf einer felsigen Anhöhe über dem Tal des Río Riaza in einer Höhe von etwa 910 m. Die Stadt Burgos ist etwa 100 km (Fahrtstrecke) in nördlicher Richtung entfernt. Die nächstgelegene Stadt ist Aranda de Duero (ca. 16 km nordwestlich); der am Duero gelegene sehenswerte Ort Roa befindet sich etwa 17 km nordwestlich. Das Klima im Winter ist rau, im Sommer dagegen gemäßigt und warm; Regen (ca. 465 mm/Jahr) fällt überwiegend im Winterhalbjahr.

## Bevölkerungsentwicklung
| Jahr      | 1857 | 1900 | 1950 | 2000 | 2017 |
| Einwohner | 169  | 246  | 233  | 41   | 27   |

Die Mechanisierung der Landwirtschaft und die Aufgabe bäuerlicher Kleinbetriebe führten seit den 1950er Jahren zu einem Mangel an Arbeitsplätzen und einem deutlichen Rückgang der Einwohnerzahlen.

## Wirtschaft
Die Gemeinde Haza gehört heute zum Weinbaugebiet Ribera del Duero. Die Feldarbeit wird heute von nur wenigen Landwirten und Winzern verrichtet; einige Häuser werden im Sommer als Ferienwohnungen (casas rurales) vermietet.

## Geschichte
Aus keltiberischer, römischer, westgotischer und islamischer Zeit wurden bislang keine Siedlungszeugnisse gefunden. Vor der Wende zum 1. Jahrtausend war Haza ein zwischen den Mauren im Süden und den Christen im Norden umstrittener christlicher Vorposten etwa 10 km südlich der Duero-Grenze, die wiederholt von den Muslimen angegriffen und erobert wurde. Die Gründung des Ortes könnte auf Gonzalo Fernández, den ersten weitgehend unabhängigen Grafen Kastiliens, zurückgehen; die erste urkundliche Erwähnung des Ortsnamens stammt jedenfalls aus dem Jahr 912. Ende des 10. Jahrhunderts wurde die Festung wahrscheinlich von Almansor eingenommen. Im Jahr 1011 erobert der navarresische König Sancho III. das Gebiet, das in der Folge einige Jahre zum Königreich Navarra gehörte; es wurde im Hochmittelalter der Hauptort der Comunidad de Villa y Tierra de Aza. Die bestehende Stadtbefestigung wurde immer wieder ausgebessert.

## Sehenswürdigkeiten

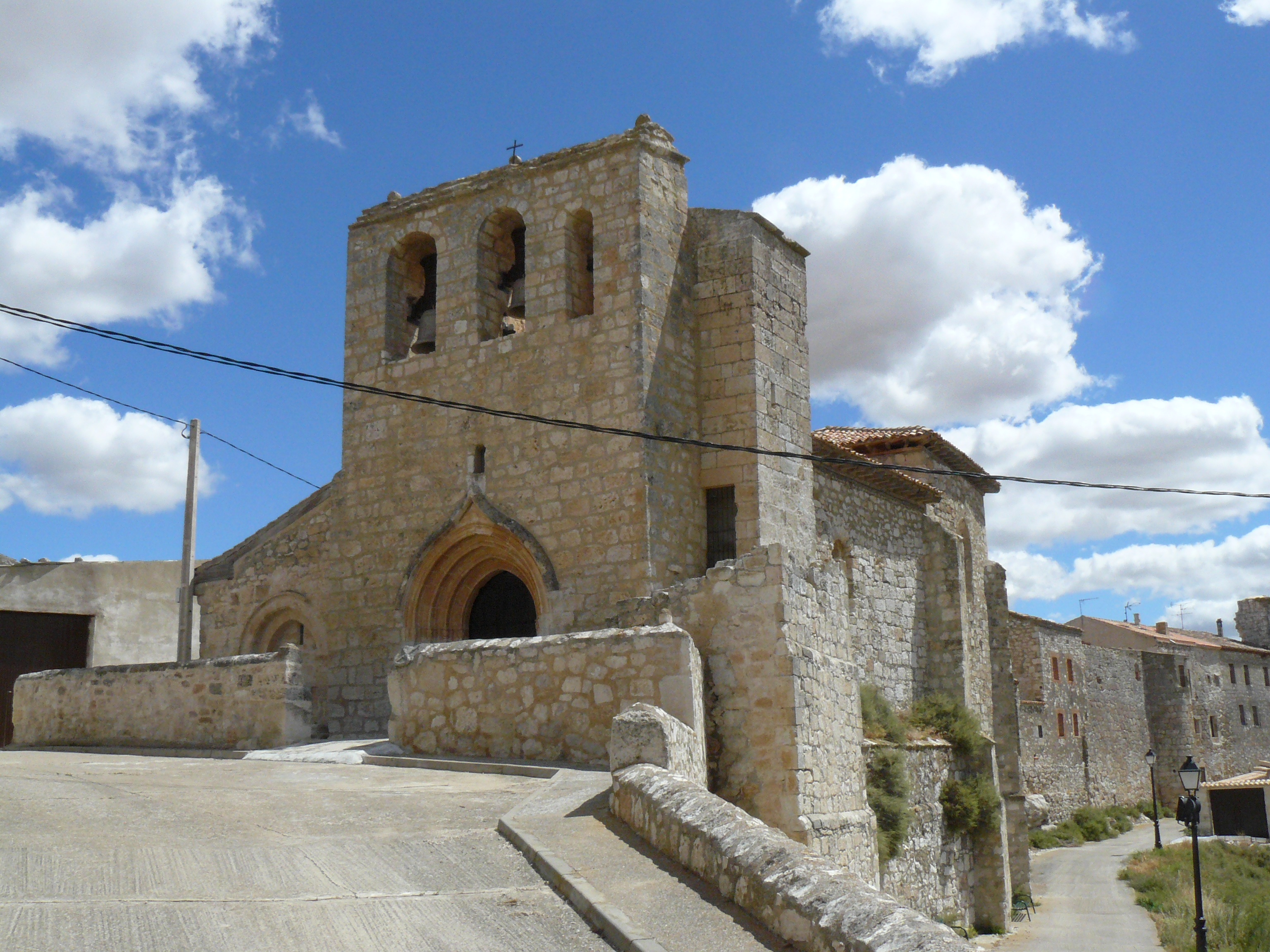
Iglesia de San Miguel

- Bedeutendste Sehenswürdigkeit des Ortes ist die bis in die Zeit der Reconquista zurückreichende Festungsanlage (castillo) mit ihrem Bergfried (torre del homenaje), dessen Eingang in ca. 2 m Höhe lag und nur über einziehbare Leitern oder Strickleitern erreichbar war.[7]
- Die ursprünglich einschiffige, später jedoch um ein Seitenschiff auf der Nordseite erweiterte Iglesia de San Miguel ist dem wehrhaften Erzengel Michael geweiht. Beeindruckend ist die Westfassade mit einem Kielbogenportal und einem dreiteiligen Glockengiebel (espadaña); auf der Südseite befindet sich ein Treppenturm. Im von einem hölzernen Dachstuhl gedeckten Kirchenschiff (nave) befinden sich mehrere Schnitzaltäre (retablos). Lediglich die annähernd quadratische Apsis mit dem Hauptaltar wird von einem Rippengewölbe überspannt. Zur Ausstattung gehören 8 flämische Tafelbilder aus der Zeit um 1500.